# Dreamfall Chapters
Dreamfall Chapters: The Longest Journey (norsky: Drømmefall Kapitler: Den lengste reisen) je právě vycházející epizodická hra žánru adventura, produkována studiem Red Thread Games v týmu Ragnara Tørnquista. Jedná se o pokračování herní série The Longest Journey (The Longest Journey, Dreamfall).

## Děj
Dreamfall Chapters bude dle tvrzení Tørnquista hra podobná předcházejícímu dílu (Dreamfall). Hra bude ovládána z pohledu třetí osoby a bude obsahovat typické adventurní prvky (hádanky, minihry, rozhovory). Příběh bude navazovat na předchozí díly a zároveň se s nimi bude částečně prolínat. Tørnquist potvrdil, že se mezi protagonisty objeví i postavy z předchozích dílů (Zoë Castillo, Kian Alvane, Cortez).

## Vývoj
1. března 2007, společnost Funcom oznámila, že Dreamfall Chapters bude uvolněna ve formě epizodické hry (distribuce samostatných epizod pouze formou DLC). Základ scénáře byl napsán již roku 2007.
Vývoj hry byl dlouhodobě pozastaven do doby než bude dokončena MMORPG hra The Secret World, která byla ve stejné době společností vyvíjena. Roku 2009 pak byl vývoj Dreamfall Chapters definitivně odložen na neurčito.
Ragnar Tørnquist v listopadu 2012 oznámil, že od společnosti Funcom odkoupil licenční práva pro pokračování série The Longest Journey. Dále prohlásil, že pro financování hry chce v roce 2013 využít crowdfunding prostřednictvím platformy Kickstarter.